# 기원전 19년

## 연호
- 전한(前漢) 홍가(鴻嘉) 2년

## 기년
- 전한(前漢) 성제(成帝) 14년
- 신라(新羅) 혁거세 거서간(赫居世居西干) 39년
- 고구려(高句麗) 동명성왕(東明聖王) 19년 / 유리명왕(瑠璃明王) 원년

## 사건
- 마한 왕이 죽자, 신라의 신하들이 마한을 정벌할 것을 권하나 혁거세 거서간은 “다른 사람의 불행을 요행으로 여기는 것은 어질지 못한 일이다.” 하여 사신을 보내 조문하였다.[1]
- 전설에 따르면 석탈해가 진한에서 발견되다.
- 고구려, 건국 시조 동명성왕(주몽), 장자 유리에게 왕의 자리 물려주고 죽었다. 그의 나이는 40이었다. 장자 유리,  유리명왕으로 왕의 자리에 오름.

## 탄생
- 신라 4대 국왕 탈해 이사금

## 사망
- 9월 21일 - 고대 로마의 시인 베르길리우스
- 고구려(高句麗)의 초대 태왕(太王) 동명성왕(東明聖王)

## 참고 문헌
- 김부식 (1145). 〈권제1 혁거세 거서간 條〉. 《삼국사기》.